# یووال آبراهام
یووال آبراهام (عبری: יובל אברהם‎؛ زادهٔ ۱۹۹۵) روزنامه‌نگار تحقیقی، کارگردان فیلم و مترجم عربی–عبری اهل اسرائیل است. او به شهرت بین‌المللی دست یافت زمانی که فیلم مستند جز این سرزمین، جایی نیست (۲۰۲۴) را که برنده جایزه اسکار بهترین فیلم مستند شد و همچنین کارگردانی مشترک آن را بر عهده داشت. این فیلم دربارهٔ نیروهای دفاعی اسرائیل و خشونت‌های شهرک‌نشینان در کرانه باختری است. او همچنین در جشنواره برلیناله ۲۰۲۴ سخنرانی حامی برابری داشت.